# FC Twente in het seizoen 2024/25 (mannen)
Het seizoen 2024/25 is het 60e jaar in het bestaan van de Enschedese voetbalclub FC Twente.
Na het behalen van de derde plaats in het vorige seizoen neemt FC Twente deel aan de voorrondes van de Champions League. Daarnaast neemt zij, zoals ieder seizoen deel aan het toernooi om de KNVB Beker.

## Selectie
| Nr.           | Nat.                      | Naam                  | Contract    | Seizoen |
| Keepers       | Keepers                   | Keepers               | Keepers     | Keepers |
| ------------- | ------------------------- | --------------------- | ----------- | ------- |
| 1             | Vlag van Duitsland        | Lars Unnerstall       | 2027        | 4e      |
| 16            | Vlag van Marokko          | Issam El Maach        | 2027        | 3e      |
| 21            | Vlag van Nederland        | Sam Karssies          | 2025        | 3e      |
| 22            | Vlag van Polen            | Przemysław Tytoń      | 2025        | 3e      |
| Verdedigers   |                           |                       |             |         |
| 2             | Vlag van Nederland        | Mees Hilgers          | 2026        | 5e      |
| 3             | Vlag van Zweden           | Gustaf Lagerbielke    | 2025 (huur) | 1e      |
| 5             | Vlag van Nederland        | Bas Kuipers           | 2028        | 1e      |
| 17            | Vlag van België           | Alec Van Hoorenbeeck  | 2026        | 2e      |
| 24            | Vlag van Nederland        | Juliën Mesbahi        | 2026        | 2e      |
| 28            | Vlag van Nederland        | Bart van Rooij        | 2028        | 1e      |
| 34            | Vlag van Nederland        | Anass Salah-Eddine    | Afgekocht   | 3e      |
| 38            | Vlag van Nederland        | Max Bruns             | 2026        | 5e      |
| 39            | Vlag van Nederland        | Mats Rots             | 2025        | 2e      |
| 47            | Vlag van Nederland        | Gerald Alders         | 2025 (huur) | 1e      |
| Middenvelders |                           |                       |             |         |
| 4             | Vlag van Noorwegen        | Mathias Kjølø         | 2025        | 3e      |
| 6             | Vlag van Nederland        | Carel Eiting          | 2026        | 2e      |
| 8             | Vlag van Nederland        | Youri Regeer          | Afgekocht   | 2e      |
| 14            | Vlag van Nederland        | Sem Steijn            | 2028        | 3e      |
| 18            | Vlag van Nederland        | Michel Vlap           | 2025        | 4e      |
| 23            | Vlag van Tsjechië         | Michal Sadílek        | 2026        | 4e      |
| 32            | Vlag van België           | Arno Verschueren      | 2028        | 1e      |
| 41            | Vlag van Nederland        | Gijs Besselink        | 2025        | 2e      |
| Aanvallers    |                           |                       |             |         |
| 7             | Vlag van Nederland        | Mitchell van Bergen   | 2027        | 2e      |
| 8             | Vlag van Verenigde Staten | Taylor Booth          | 2028        | 1e      |
| 9             | Vlag van Nederland        | Ricky van Wolfswinkel | 2025        | 4e      |
| 10            | Vlag van Nederland        | Sam Lammers           | 2027        | 1e      |
| 11            | Vlag van Nederland        | Daan Rots             | 2025        | 4e      |
| 19            | Vlag van Marokko          | Younes Taha           | 2027        | 2e      |
| 30            | Vlag van Tunesië          | Sayfallah Ltaief      | 2027        | 1e      |
| 37            | Vlag van Turkije          | Naci Ünüvar           | 2028        | 2e      |

Bijgewerkt t/m 4 februari 2025. Selectie en wijzigingen onder voorbehoud.

### Legenda
| # | Reden                                          |
| - | ---------------------------------------------- |
|   | Heeft de club in het lopende seizoen verlaten. |

### Technische staf
- Hoofdtrainer: Joseph Oosting
- Assistent-trainer: Peter Uneken
- Assistent-trainer: Sander Duits
- Assistent-trainer: Jeffrey de Visscher
- Keeperstrainer: Rein Baart
- Materiaalman: Sander Boschker

## Transfers

### Zomer

#### Aangetrokken 2024/25
| Nat.               | Naam               | Van             | Bijzonderheden |
| ------------------ | ------------------ | --------------- | -------------- |
| Vlag van Nederland | Bas Kuipers        | Go Ahead Eagles | [ 1 ]          |
| Vlag van Zweden    | Gustaf Lagerbielke | Celtic FC       | Huur           |
| Vlag van Nederland | Sam Lammers        | Glasgow Rangers | [ 3 ]          |
| Vlag van Tunesië   | Sayfallah Ltaief   | FC Basel        | [ 4 ]          |
| Vlag van Nederland | Bart van Rooij     | N.E.C.          | [ 5 ]          |

#### Vertrokken 2024/25
| Nat.               | Naam            | Naar            | Bijzonderheden          |
| ------------------ | --------------- | --------------- | ----------------------- |
| Vlag van Nederland | Myron Boadu     | AS Monaco       | Was gehuurd             |
| Vlag van Nederland | Robin Pröpper   | Rangers         | [ 6 ]                   |
| Vlag van IJsland   | Alfons Sampsted | Birmingham City | Huur met optie tot koop |
| Vlag van Nederland | Gijs Smal       | Feyenoord       |                         |
| Vlag van Nederland | Sander Sybrandy | FC Ilves        | Huur met optie tot koop |
| Vlag van Turkije   | Naci Ünüvar     | Ajax            | Was gehuurd             |
| Vlag van Georgië   | Irakli Yegoian  | Vitesse         | [ 8 ]                   |

### Winter

#### Aangetrokken 2024/25
| Nat.                      | Naam             | Van              | Bijzonderheden |
| ------------------------- | ---------------- | ---------------- | -------------- |
| Vlag van Nederland        | Gerald Alders    | AFC Ajax         | Huur           |
| Vlag van Verenigde Staten | Taylor Booth     | FC Utrecht       | Transfersom    |
| Vlag van Turkije          | Naci Ünüvar      | AFC Ajax         | [ 11 ]         |
| Vlag van België           | Arno Verschueren | Sparta Rotterdam | Transfersom    |

#### Vertrokken 2024/25
| Nat.               | Naam                | Naar             | Bijzonderheden |
| ------------------ | ------------------- | ---------------- | -------------- |
| Vlag van Nederland | Mitchell van Bergen | Sparta Rotterdam | Huur           |
| Vlag van Nederland | Carel Eiting        | Sparta Rotterdam | Huur           |
| Vlag van Marokko   | Issam El Maach      | Roda JC          | Huur           |
| Vlag van Nederland | Youri Regeer        | AFC Ajax         | Transfersom    |
| Vlag van Nederland | Mats Rots           | Heracles Almelo  | Huur           |
| Vlag van Nederland | Anass Salah-Eddine  | AS Roma          | Transfersom    |

## Wedstrijden

### Oefenwedstrijden
|                                                          | Oefenwedstrijd                                           | STEVO                                    | Afgelast         | FC Twente                                    | Opstelling FC Twente: |
| 22 juni 2024 Plaats: Geesteren Sportpark De Peuverweide  | 22 juni 2024 Plaats: Geesteren Sportpark De Peuverweide  |                                          |                  |                                              | El Maach, Mesbahi, Bruns, Van Hoorenbeeck, Salah-Eddine, Besselink, Eiting, Steijn, Taha, Van Wolfswinkel, Van Bergen |
|                                                          | Oefenwedstrijd                                           | FC Twente                                | 2 – 2 (0 – 1)    | Motherwell FC                                | Opstelling FC Twente: |
| 28 juni 2024 Plaats: Deurningen Sportpark 't Hoge Vonder | 28 juni 2024 Plaats: Deurningen Sportpark 't Hoge Vonder | D. Rots 47', 77'                         | Wedstrijdverslag | 26' Miller 78' Ebiye                         | El Maach ( 46' Unnerstall), Mesbahi ( 46' Regeer), Bruns ( 46' Hilgers), Pröpper ( 46' Van Hoorenbeeck), Salah-Eddine ( 46' Kuipers), Besselink ( 46' Kjølø), Eiting ( 46' Vlap), Steijn ( 23' Ribbers) ( 46' D. Rots), Taha ( 46' Van Bergen), Van Wolfswinkel ( 46' Vennegoor of Hesselink), Ltaief ( 46' M. Rots) |
|                                                          | Oefenwedstrijd                                           | FC Twente                                | 2 – 2 (0 – 1)    | Sint-Truidense VV                            | Opstelling FC Twente: |
| 28 juni 2024 Plaats: Goor Sportpark Heeckeren            | 28 juni 2024 Plaats: Goor Sportpark Heeckeren            | Salah-Eddine 55' Kuster 57'              | Wedstrijdverslag | 12' Ito 61' Barnes                           | Tytoń ( 46' El Maach, Sampsted ( 46' Regeer), Mesbahi ( 46' Van Hoorenbeeck), Propper ( 46' Bruns), Kuipers ( 46' M. Rots), Eiting ( 46' Salah-Eddine), Besselink ( 46' Kjølø), Vlap ( 46' Kuster) ( 72' Nagel), Van Bergen ( 46' Ltaief), Van Wolfswinkel ( 46' Vennegoor of Hesselink), Taha ( 46' D. Rots)        |
|                                                          | Oefenwedstrijd                                           | FC Twente                                | 2 – 1 (1 – 0)    | FC Nordsjælland                              | Opstelling FC Twente: |
| 12 juli 2024 Plaats: Delden Sportpark De Scheetheuvel    | 12 juli 2024 Plaats: Delden Sportpark De Scheetheuvel    | Van Bergen 28' Ricky van Wolfswinkel 60' | Wedstrijdverslag | 85' Antman                                   | Unnerstall, Regeer, Bruns, Pröpper ( 87' Kuster), Salah-Eddine ( 78' Nijstad), Kjølø, Eiting, D. Rots, Ltaief, Van Wolfswinkel, Van Bergen ( 78' Ribbers) |
|                                                          | Oefenwedstrijd                                           | FC Twente                                | Gestaakt         | FC Nordsjælland                              | Opstelling FC Twente: |
| 12 juli 2024 Plaats: Delden Sportpark De Scheetheuvel    | 12 juli 2024 Plaats: Delden Sportpark De Scheetheuvel    |                                          | Wedstrijdverslag |                                              | Tytoń, Sampsted, Van Hoorenbeeck, Mesbahi, Kuipers, Besselink, Vlap, Steijn, M. Rots, Vennegoor of Hesselink, Taha |
|                                                          | Oefenwedstrijd                                           | Hannover 96                              | 3 – 3 (2 – 1)    | FC Twente                                    | Opstelling FC Twente: |
| 20 juli 2024 Plaats: Leogang Steinberger Stadion         | 20 juli 2024 Plaats: Leogang Steinberger Stadion         | Tresoldi 36' Muroya 45+4' Ezeh 118'      | Wedstrijdverslag | 20' Vlap 56' Kuster 107' Ltaief              | Startopstelling: Unnerstall, Sampsted, Hilgers, Pröpper, Kuipers, Kjølø ( 49' Kuster), Vlap, Steijn, Van Bergen, Van Wolfswinkel, D. Rots Opstelling na 60 minuten: Tytoń, Regeer, Bruns, Van Hoorenbeeck, Salah-Eddine, Eiting, Besselink, M. Rots, Ltaief, Vlap ( 78' Mesbahi), Taha                               |
|                                                          | Oefenwedstrijd                                           | Schalke 04                               | 0 – 0 (0 – 0)    | FC Twente                                    | Opstelling FC Twente: |
| 24 juli 2024 Plaats: Marl EVONIK-sportpark Marl          | 24 juli 2024 Plaats: Marl EVONIK-sportpark Marl          | Bruns Salah-Eddine                       | Wedstrijdverslag | Polter Sanchez                               | Unnerstall, Regeer ( 62' Sampsted), Hilgers ( 62' Bruns), Pröpper ( 62' Van Hoorenbeeck), Kuipers ( 46' Salah-Eddine), Kjølø ( 62' Besselink), Eiting ( 46' Vlap), Steijn ( 62' Taha), D. Rots ( 79' Kuster), Van Wolfswinkel ( 79' M. Rots), Ltaief ( 46' Van Bergen)                                               |
|                                                          | Oefenwedstrijd                                           | FC Twente                                | 0 – 2 (0 – 1)    | SC Paderborn                                 | Opstelling FC Twente: |
| 27 juli 2024 Plaats: Hengelo FC Twente Trainingscomplex  | 27 juli 2024 Plaats: Hengelo FC Twente Trainingscomplex  |                                          | Wedstrijdverslag | 35' (pen) 86' Obermair                       | Unnerstall, Regeer, Propper, Hilgers, Salah-Eddine, Kjølø, Vlap, Steijn, Van Bergen, Van Wolfswinkel, D. Rots |
|                                                          | Oefenwedstrijd                                           | FC Twente                                | 0 – 1 (0 – 0)    | SC Paderborn                                 | Opstelling FC Twente: |
| 27 juli 2024 Plaats: Hengelo FC Twente Trainingscomplex  | 27 juli 2024 Plaats: Hengelo FC Twente Trainingscomplex  |                                          | Wedstrijdverslag | 86' Ansah                                    | El Maach, Kuipers, Bruns, Van Hoorenbeeck, Sampsted ( 75' Mesbahi), Eiting, Besselink, M. Rots ( 75' Kuster), Ltaief, Lammers ( 46' Vennegoor of Hesselink), Taha |
|                                                          | Oefenwedstrijd                                           | FC Twente                                | 2 – 4 (2 – 3)    | Fortuna Düsseldorf                           | Opstelling FC Twente: |
| 5 september 2024 Plaats: Enschede De Grolsch Veste       | 5 september 2024 Plaats: Enschede De Grolsch Veste       | Mesbahi 2' Van Bergen 42'                | Wedstrijdverslag | 8', 18' Niemiec 27' Schmidt 46' Jastrzembski | Karssies, Mesbahi ( 73' Steijn), Lagerbielke, Van Hoorenbeeck, Kuipers, Eiting, Besselink, Vlap ( 46' Kuster), Van Bergen ( 78' Kjølø), Van Wolfswinkel ( 63' Lammers), Taha ( 63' D. Rots) |
|                                                          | Oefenwedstrijd                                           | Hamburger SV                             | 2 – 4 (2 – 1)    | FC Twente                                    | Opstelling FC Twente: |
| 13 november 2024 Plaats: Hamburg Trainingscomplex HSV    | 13 november 2024 Plaats: Hamburg Trainingscomplex HSV    | Selke 17', 45' (pen)                     | Wedstrijdverslag | 40' Panneflek 51' Steijn 72', 85' Vlap       | El Maach, Mesbahi ( 46' Kuster), Lagerbielke, Van Hoorenbeeck, Kuipers, Sadilek ( 60' Eiting), Kjølø ( 73' Besselink), Steijn ( 60' Vlap), Van Bergen ( 73' Ribbers), Van Wolfswinkel ( 73' Vennegoor of Hesselink), Panneflek ( 46' D. Rots)                                                                        |
|                                                          | Oefenwedstrijd                                           | sc Heerenveen                            | 1 – 1 (1 – 0)    | FC Twente                                    | Opstelling FC Twente: |
| 9 oktober 2024 Plaats: Heerenveen Sportpark Skoatterwald | 9 oktober 2024 Plaats: Heerenveen Sportpark Skoatterwald | Smans 13'                                | Wedstrijdverslag | 62' Panneflek                                | Tytoń ( 46' El Maach), Mesbahi ( 46' Nagel), Lagerbielke, Van Hoorenbeeck, Kuipers, Kjølø, Eiting, Besselink, Panneflek ( 82' Vlap), Kuster, Ltaief |
|                                                          | Oefenwedstrijd                                           | Werder Bremen                            | 2 – 3 (1 – 1)    | FC Twente                                    | Opstelling FC Twente: |
| 5 januari 2025 Plaats: Bremen Weserstadion Platz 11      | 5 januari 2025 Plaats: Bremen Weserstadion Platz 11      | Alvero 60' Grüll 69'                     | Wedstrijdverslag | 58' Steijn 73', 75' Van Wolfswinkel          | Startopstelling: Unnerstall, Van Rooij, Lagerbielke, Van Hoorenbeeck, Kuipers, Sadílek, Regeer, Steijn, Vlap, Lammers, D. Rots. Opstelling na 60 minuten: Tytoń, Mesbahi, Bruns, Nijstad, M. Rots, Besselink, Eiting, Vennegoor of Hesselink ( 89' Nagel), Panneflek ( 91' Ribbers), Van Wolfswinkel, Van Bergen     |

### Champions League kwalificatie
| Kwalificatieronde | Red Bull Salzburg                                                       | 2 – 1 (1 – 0)    | FC Twente                                                     | Opstelling FC Twente: |
| 6 augustus 2024 Aanvangstijd: 20.45 uur Plaats: Salzburg Red Bull Arena Toeschouwers: 17.381 Scheidsrechter: Nobre     | Kjaergaard 41', 85' Gourna-Douath 44'                                   | Wedstrijdverslag | 90+1' Vlap                                                    | Unnerstall, Regeer, Hilgers, Van Hoorenbeeck, Salah-Eddine, Kjølø ( 57' Lammers), Eiting ( 80' Besselink), D. Rots ( 80' Taha), Steijn ( 57' Vlap), Van Bergen ( 66' Ltaief), Van Wolfswinkel |
| Kwalificatieronde | FC Twente                                                               | 3 – 3 (1 – 2)    | Red Bull Salzburg                                             | Opstelling FC Twente: |
| 13 augustus 2024 Aanvangstijd: 19.00 uur Plaats: Enschede De Grolsch Veste Toeschouwers: 30.000 Scheidsrechter: Peljto | D. Rots 24' Vlap 37' Hilgers 43' 51' Van Hoorenbeeck 64' Steijn 82' 87' | Wedstrijdverslag | 9' Gourna-Douath 17' Kjaergaard 25' Nene 46' Yeo 79' Blaswich | Unnerstall, Salah-Eddine, Hilgers, Van Hoorenbeeck ( 76' Taha), Kuipers ( 61' M. Rots), Kjølø ( 61' Steijn), Eiting ( 46' Van Bergen), D. Rots ( 68' Ltaief), Lammers, Vlap, Van Wolfswinkel  |

### Eredivisie
| | Speelronde 1 | N.E.C.                                                                  | 1 – 2 (1 – 1)    | FC Twente                                                                    | Opstelling FC Twente: |
| 10 augustus 2024 Aanvangstijd: 18.45 uur Plaats: Nijmegen Goffertstadion Toeschouwers: 12.540 Scheidsrechter: Lindhout           | 10 augustus 2024 Aanvangstijd: 18.45 uur Plaats: Nijmegen Goffertstadion Toeschouwers: 12.540 Scheidsrechter: Lindhout           | Sano 28'                                                                | Wedstrijdverslag | 8' Lammers 54' Van Hoorenbeeck                                               | Unnerstall, Regeer ( 33' Salah-Eddine), Bruns, Van Hoorenbeeck, Kuipers, Kjølø, Steijn ( 61' Van Wolfswinkel), Vlap ( 72' Eiting), D. Rots ( 72' Taha), Lammers ( 88' Mesbahi), Ltaief ( 61' Van Bergen)          |
| | Speelronde 2 | FC Twente                                                               | 1 – 1 (0 – 0)    | Sparta Rotterdam                                                             | Opstelling FC Twente: |
| 17 augustus 2024 Aanvangstijd: 18.45 uur Plaats: Enschede De Grolsch Veste Toeschouwers: 29.200 Scheidsrechter: Van der Laan     | 17 augustus 2024 Aanvangstijd: 18.45 uur Plaats: Enschede De Grolsch Veste Toeschouwers: 29.200 Scheidsrechter: Van der Laan     | Hilgers 45+3' Steijn 75' (pen)                                          | Wedstrijdverslag | 90+1' Lauritsen                                                              | Unnerstall, Salah-Eddine ( 82' Van Hoorenbeeck), Hilgers, Bruns, Kuipers, Eiting ( 57' Kjølø), Vlap, Steijn, Van Bergen ( 46' Taha), Lammers ( 46' D. Rots), Ltaief ( 66' Regeer).                                |
| | Speelronde 3 | FC Utrecht                                                              | 2 – 1 (1 – 1)    | FC Twente                                                                    | Opstelling FC Twente: |
| 1 september 2024 Aanvangstijd: 12.15 uur Plaats: Utrecht Stadion Galgenwaard Toeschouwers: 19.463 Scheidsrechter: Higler         | 1 september 2024 Aanvangstijd: 12.15 uur Plaats: Utrecht Stadion Galgenwaard Toeschouwers: 19.463 Scheidsrechter: Higler         | Toornstra 14' Bozdoğan 53'                                              | Wedstrijdverslag | 11' Lammers 19' Bruns 64' Taha                                               | Unnerstall, Van Rooij, Hilgers, Bruns, Salah-Eddine ( 82' Kuipers), Kjølø ( 60' Regeer), Vlap ( 82' Van Wolfswinkel) Steijn, Van Bergen ( 71' Ltaief), Lammers, D. Rots ( 60' Taha)                               |
| | Speelronde 5 | FC Twente                                                               | 1 – 1 (0 – 1)    | PEC Zwolle                                                                   | Opstelling FC Twente: |
| 14 september 2024 Aanvangstijd: 16.30 uur Plaats: Enschede De Grolsch Veste Toeschouwers: 29.500 Scheidsrechter: Kamphuis        | 14 september 2024 Aanvangstijd: 16.30 uur Plaats: Enschede De Grolsch Veste Toeschouwers: 29.500 Scheidsrechter: Kamphuis        | Steijn 63' 90+5'                                                        | Wedstrijdverslag | 8' Vente 90+5' El Azzouzi                                                    | Unnerstall, Van Rooij, Hilgers, Bruns ( 61' Vlap), Salah-Eddine, Eiting, Regeer, Steijn, Van Bergen ( 79' Taha), Lammers ( 61' Van Wolfswinkel), D. Rots ( 70' Ltaief)                                            |
| | Speelronde 3 | FC Twente                                                               | 2 – 0 (2 – 0)    | sc Heerenveen                                                                | Opstelling FC Twente: |
| 17 september 2024 Aanvangstijd: 20.00 uur Plaats: Enschede De Grolsch Veste Toeschouwers: 29.500 Scheidsrechter: Gözübüyük       | 17 september 2024 Aanvangstijd: 20.00 uur Plaats: Enschede De Grolsch Veste Toeschouwers: 29.500 Scheidsrechter: Gözübüyük       | Salah-Eddine 16' Steijn 22' (pen.)                                      | Wedstrijdverslag | 21' Van der Hart 90' Köhlert                                                 | Unnerstall, Van Rooij, Hilgers, Bruns, Salah-Eddine ( 68' Kuipers, Eiting ( 56' Vlap), Regeer, Steijn ( 80' Besselink), Van Bergen ( 69' Ltaief), Lammers ( 56' Van Wolfswinkel), D. Rots                         |
| | Speelronde 6 | Almere City FC                                                          | 0 – 5 (0 – 2)    | FC Twente                                                                    | Opstelling FC Twente: |
| 22 september 2024 Aanvangstijd: 14.30 uur Plaats: Almere Yanmar Stadion Toeschouwers: 4.22 Scheidsrechter: Martens               | 22 september 2024 Aanvangstijd: 14.30 uur Plaats: Almere Yanmar Stadion Toeschouwers: 4.22 Scheidsrechter: Martens               | Haye 44'                                                                | Wedstrijdverslag | 9', 45+1' Steijn 39' Eiting 55' Lammers 73' Van Wolfswinkel 75' Salah-Eddine | Unnerstall, Van Rooij ( 75' Kuipers), Hilgers, Bruns ( 46' Van Hoorenbeeck), Salah-Eddine, Eiting ( 46' Vlap), Regeer, Steijn, Van Bergen ( 63' Van Wolfswinkel), Lammers, D. Rots ( 46' Ltaief)                  |
| | Speelronde 7 | FC Twente                                                               | 1 – 0 (0 – 0)    | NAC Breda                                                                    | Opstelling FC Twente: |
| 29 september 2024 Aanvangstijd: 14.30 uur Plaats: Enschede De Grolsch Veste Toeschouwers: 29.750 Scheidsrechter: Van den Kerkhof | 29 september 2024 Aanvangstijd: 14.30 uur Plaats: Enschede De Grolsch Veste Toeschouwers: 29.750 Scheidsrechter: Van den Kerkhof | Eiting 69' Van Wolfswinkel 76' (pen) Besselink 85'                      | Wedstrijdverslag | 43' Valerius 49' Lucassen                                                    | Unnerstall, Van Rooij, Hilgers ( 46' Lagerbielke), Van Hoorenbeeck, Kuipers ( 68' Salah-Eddine), Regeer, Vlap ( 57' Eiting), Steijn ( 83' Besselink), Van Wolfswinkel, Lammers, Ltaief ( 57' Van Bergen)          |
| | Speelronde 8 | Feyenoord                                                               | 2 – 1 (2 – 0)    | FC Twente                                                                    | Opstelling FC Twente: |
| 6 oktober 2024 Aanvangstijd: 14.30 uur Plaats: Rotterdam De Kuip Toeschouwers: 47.500 Scheidsrechter: Gözübüyük                  | 6 oktober 2024 Aanvangstijd: 14.30 uur Plaats: Rotterdam De Kuip Toeschouwers: 47.500 Scheidsrechter: Gözübüyük                  | Ueda 28' Hwang 43' 66' Timber 90+1'                                     | Wedstrijdverslag | 71' Hilgers 89' 90+3' Steijn                                                 | Unnerstall, Van Rooij, Hilgers, Bruns ( 84' Besselink), Salah-Eddine ( 65' Kuipers, Regeer ( 84' Kjølø), Vlap ( 74' Eiting), Steijn, Van Bergen, Lammers, D. Rots ( 64' Ltaief)                                   |
| | Speelronde 9 | RKC Waalwijk                                                            | 2 – 2 (1 – 1)    | FC Twente                                                                    | Opstelling FC Twente: |
| 19 oktober 2024 Aanvangstijd: 20.00 uur Plaats: Waalwijk Mandemakers Stadion Toeschouwers: 6.674 Scheidsrechter: Makkelie        | 19 oktober 2024 Aanvangstijd: 20.00 uur Plaats: Waalwijk Mandemakers Stadion Toeschouwers: 6.674 Scheidsrechter: Makkelie        | Margaret 23' Van der Water 47' Lelieveld 967'                           | Wedstrijdverslag | 11' Steijn 27' Vlap 76' Regeer 90+1' Eiting                                  | Unnerstall, Van Rooij, Hilgers, Bruns ( 66' Ltaief), Salah-Eddine ( 66' Kuipers), Regeer, Vlap ( 55' Eiting), Van Wolfswinkel, Steijn, Van Bergen ( 87' Van Hoorenbeeck), Lammers                                 |
| | Speelronde 10 | FC Twente                                                               | 5 – 0 (2 – 0)    | Heracles Almelo                                                              | Opstelling FC Twente: |
| 27 oktober 2024 Aanvangstijd: 14.30 uur Plaats: Enschede De Grolsch Veste Toeschouwers: 30.000 Scheidsrechter: Higler            | 27 oktober 2024 Aanvangstijd: 14.30 uur Plaats: Enschede De Grolsch Veste Toeschouwers: 30.000 Scheidsrechter: Higler            | Benita 38' (e.d.) Salah-Eddine 42' Hilgers 59' Lammers 77' Vlap 90+2'   | Wedstrijdverslag |                                                                              | Unnerstall, Van Rooij, Hilgers ( 62' Lagerbielke), Bruns ( 79' Kjølø), Salah-Eddine, Regeer, Vlap, Steijn ( 84' Kuster), D. Rots ( 62' Eiting), Lammers, Ltaief ( 79' Van Hoorenbeeck)                            |
| | Speelronde 11 | Willem II                                                               | 0 – 1 (0 – 0)    | FC Twente                                                                    | Opstelling FC Twente: |
| 2 november 2024 Aanvangstijd: 16.30 uur Plaats: Tilburg Koning Willem II Stadion Toeschouwers: 12.775 Scheidsrechter: Oostrom    | 2 november 2024 Aanvangstijd: 16.30 uur Plaats: Tilburg Koning Willem II Stadion Toeschouwers: 12.775 Scheidsrechter: Oostrom    | Fatah 32' Sigurgeirsson 48' Lambert 83' Bokila 90'                      | Wedstrijdverslag | 51' D. Rots 58' Lammers                                                      | Unnerstall, Van Rooij, Hilgers ( 46' Lagerbielke), Bruns, Salah-Eddine, Eiting, Regeer, Vlap ( 81' Besselink), D. Rots ( 76' Van Wolfswinkel), Lammers ( 76' Kuipers), Ltaief ( 61' Van Bergen)                   |
| | Speelronde 12 | FC Twente                                                               | 2 – 2 (1 – 0)    | AFC Ajax                                                                     | Opstelling FC Twente: |
| 10 november 2024 Aanvangstijd: 14.30 uur Plaats: Enschede De Grolsch Veste Toeschouwers: 30.000 Scheidsrechter: Lindhout         | 10 november 2024 Aanvangstijd: 14.30 uur Plaats: Enschede De Grolsch Veste Toeschouwers: 30.000 Scheidsrechter: Lindhout         | Vlap 42', 65' Besselink 55'                                             | Wedstrijdverslag | 59' Klaassen 67' Traoré 72' Hato                                             | Unnerstall, Van Rooij, Hilgers ( 84' Lagerbielke), Bruns, Salah-Eddine ( 79' Kjølø), Besselink, Eiting ( 61' Steijn, Regeer ( 84' Kuipers), D. Rots, Lammers ( 61' Van Wolfswinkel), Vlap)                        |
| | Speelronde 13 | Fortuna Sittard                                                         | 1 – 2 (0 – 1)    | FC Twente                                                                    | Opstelling FC Twente: |
| 23 november 2024 Aanvangstijd: 21.00 uur Plaats: Sittard Fortuna Sittard Stadion Toeschouwers: 9.013 Scheidsrechter: Gözübüyük   | 23 november 2024 Aanvangstijd: 21.00 uur Plaats: Sittard Fortuna Sittard Stadion Toeschouwers: 9.013 Scheidsrechter: Gözübüyük   | Halilovic 50' Peterson 62' (pen)                                        | Wedstrijdverslag | 35' Steijn 38' Hilgers 61' Van Rooij 67' Van Wolfswinkel                     | Unnerstall, Van Rooij, Hilgers, Bruns, Salah-Eddine, Besselink, Regeer ( 88' Eiting), Steijn, Vlap ( 59' Van Bergen), Lammers ( 59' Van Wolfswinkel), D. Rots ( 88' Ltaief)                                       |
| | Speelronde 14 | FC Twente                                                               | 3 – 2 (1 – 2)    | Go Ahead Eagles                                                              | Opstelling FC Twente: |
| 1 december 2024 Aanvangstijd: 14.30 uur Plaats: Enschede De Grolsch Veste Toeschouwers: 29.800 Scheidsrechter: Manschot          | 1 december 2024 Aanvangstijd: 14.30 uur Plaats: Enschede De Grolsch Veste Toeschouwers: 29.800 Scheidsrechter: Manschot          | Lammers 44' Bruns 61' Steijn 72' Kuipers 81'                            | Wedstrijdverslag | 24', 33' 45+1' Breum 45+1' O. Edvardsen                                      | Tytoń, Van Rooij, Lagerbielke, Bruns ( 71' Sadílek), Kuipers, Regeer, Vlap ( 77' Eiting), Steijn ( 85' Van Hoorenbeeck), Van Wolfswinkel ( 71' D. Rots), Lammers, Van Bergen ( 77' Ltaief)                        |
| | Speelronde 15 | PSV                                                                     | 6 – 1 (3 – 1)    | FC Twente                                                                    | Opstelling FC Twente: |
| 6 december 2024 Aanvangstijd: 20.00 uur Plaats: Eindhoven Philips Stadion Toeschouwers: 35.000 Scheidsrechter: Van der Eijk      | 6 december 2024 Aanvangstijd: 20.00 uur Plaats: Eindhoven Philips Stadion Toeschouwers: 35.000 Scheidsrechter: Van der Eijk      | Lang 20' Tillman 34' Saibari 45+1', 54' Ledezema 63' Pepi 85'           | Wedstrijdverslag | 10' Steijn 60' Bruns                                                         | Tytoń, Van Rooij, Hilgers ( 59' Lagerbielke), Bruns, Salah-Eddine ( 78' Kuipers), Sadílek ( 78' Eiting), Regeer, Steijn, Vlap ( 59' Ltaief), Lammers, Van Bergen ( 59' D. Rots)                                   |
| | Speelronde 16 | FC Twente                                                               | 2 – 0 (1 – 0)    | FC Groningen                                                                 | Opstelling FC Twente: |
| 15 december 2024 Aanvangstijd: 14.30 uur Plaats: Enschede De Grolsch Veste Toeschouwers: 29.000 Scheidsrechter: Bos              | 15 december 2024 Aanvangstijd: 14.30 uur Plaats: Enschede De Grolsch Veste Toeschouwers: 29.000 Scheidsrechter: Bos              | Van Rooij 24' Steijn 52' Sadílek 78'                                    | Wedstrijdverslag | 53' Resink 75' Bacuna                                                        | Unnerstall, Van Rooij, Lagerbielke, Van Hoorenbeeck, Salah-Eddine, Regeer ( 55' Sadílek), Vlap ( 71' Kjølø), Steijn ( 71' Eiting), D. Rots ( 86' Kuster), Lammers ( 55' Ltaief), Van Wolfswinkel                  |
| | Speelronde 17 | AZ                                                                      | 1– 0 (0 – 0)     | FC Twente                                                                    | Opstelling FC Twente: |
| 21 december 2024 Aanvangstijd: 20.00 uur Plaats: Alkmaar AFAS Stadion Toeschouwers: 18.503 Scheidsrechter: Kooij                 | 21 december 2024 Aanvangstijd: 20.00 uur Plaats: Alkmaar AFAS Stadion Toeschouwers: 18.503 Scheidsrechter: Kooij                 | Penetra 45+1' Parrott 48' Goes 53' Clasie 90+4'                         | Wedstrijdverslag | 30' Lagerbielke 36' Van Wolfswinkel 65' D. Rots 90+4' Kuipers                | Unnerstall, Van Rooij, Lagerbielke ( 81' Besselink), Van Hoorenbeeck, Salah-Eddine ( 57' Kuipers), Sadílek ( 57' Van Bergen), Regeer ( 72' Lammers), Steijn, Vlap, Van Wolfswinkel, D. Rots ( 81' Ltaief)         |
| | Speelronde 18 | FC Twente                                                               | 6 – 2 (2 – 2)    | Willem II                                                                    | Opstelling FC Twente: |
| 12 januari 2025 Aanvangstijd: 12.15 uur Plaats: Enschede De Grolsch Veste Toeschouwers: 29.500 Scheidsrechter: Manschot          | 12 januari 2025 Aanvangstijd: 12.15 uur Plaats: Enschede De Grolsch Veste Toeschouwers: 29.500 Scheidsrechter: Manschot          | Steijn 12', 36', 50' (pen) Van Wolfswinkel 68' Sadílek 79' Eiting 90+1' | Wedstrijdverslag | 31' Behounek 40' Joosten 71' Bokila                                          | Unnerstall, Van Rooij, Lagerbielke, Van Hoorenbeeck, Kuipers ( 70' Salah-Eddine), Regeer ( 46' Kjølø), Sadílek ( 82' Eiting), Rots ( 86' Van Bergen), Steijn, Vlap, Van Wolfswinkel ( 82' Vennegoor of Hesselink) |
| | Speelronde 19 | NAC Breda                                                               | 2 – 1 (2 – 0)    | FC Twente                                                                    | Opstelling FC Twente: |
| 19 januari 2025 Aanvangstijd: 12.15 uur Plaats: Breda Rat Verlegh Stadion Toeschouwers: 18.597 Scheidsrechter: Dieperink         | 19 januari 2025 Aanvangstijd: 12.15 uur Plaats: Breda Rat Verlegh Stadion Toeschouwers: 18.597 Scheidsrechter: Dieperink         | Kaied 14' Omarsson 20' Sauer 27' Balard 72'                             | Wedstrijdverslag | 45+1' Lagerbielke 77' D. Rots                                                | Unnerstall, Van Rooij, Lagerbielke, Van Hoorenbeeck ( 71' Regeer), Salah-Eddine ( 65' Kuipers), Kjølø ( 46' Ltaief), Sadílek ( 86' Vennegoor of Hesselink), D. Rots ( 86' Ünüvar), Steijn, Vlap, Van Wolfswinkel  |
| | Speelronde 21 | Go Ahead Eagles                                                         | 2 – 2 (1 – 0)    | FC Twente                                                                    | Opstelling FC Twente: |
| 2 februari 2025 Aanvangstijd: 14.30 uur Plaats: Deventer De Adelaarshorst Toeschouwers: 9.997 Scheidsrechter: Higler             | 2 februari 2025 Aanvangstijd: 14.30 uur Plaats: Deventer De Adelaarshorst Toeschouwers: 9.997 Scheidsrechter: Higler             | Linthorst 11' Breum 69' Deijl 90+1' (pen)                               | Wedstrijdverslag | 50' Van Wolfswinkel 53' Kuipers 66', 67' Steijn                              | Unnerstall, Van Rooij, Bruns ( 70' Hilgers), Lagerbielke, Kuipers ( 62' Ünüvar), Vlap ( 84' Kjølø), Sadílek, D. Rots, Steijn ( 84' Besselink), Ltaief ( 62' Verschueren), Van Wolfswinkel                         |

### KNVB Beker
| | 16de Finales | VV Katwijk                                         | 2 – 3 (1 – 1)    | FC Twente                                                | Opstelling FC Twente: |
| 18 december 2024 Aanvangstijd: 18:45 uur Plaats: Katwijk Sportpark De Krom Toeschouwers: 5.000 Scheidsrechter: Van de Graaf | 18 december 2024 Aanvangstijd: 18:45 uur Plaats: Katwijk Sportpark De Krom Toeschouwers: 5.000 Scheidsrechter: Van de Graaf | Ravensbergen 7' Schulte 84' Tahiri 84' Janmaat 84' | Wedstrijdverslag | 3' 90+1' Van Hoorenbeeck 47' Van Wolfswinkel 50' Kuipers | Unnerstall, Van Rooij, Lagerbielke, Van Hoorenbeeck, Kuipers, Eiting ( 46' Regeer), Kjølø ( 46' Vlap), Steijn ( 75' Sadílek), Ltaief ( 81' M. Rots), Lammers ( 46' Van Wolfswinkel), D. Rots |
| | 8ste Finales | Go Ahead Eagles                                    | 3 – 1 (0 – 1)    | FC Twente                                                | Opstelling FC Twente: |
| 15 januari 2024 Aanvangstijd: 18:45 uur Plaats: Deventer De Adelaarshorst Toeschouwers: 8.656 Scheidsrechter: Makkelie      | 15 januari 2024 Aanvangstijd: 18:45 uur Plaats: Deventer De Adelaarshorst Toeschouwers: 8.656 Scheidsrechter: Makkelie      | O. Edvardsen 60' Deijl 84' Suray 90+4'             | Wedstrijdverslag | 42' Steijn                                               | Unnerstall, Van Rooij, Lagerbielke, Van Hoorenbeeck, Salah-Eddine ( 58' Kuipers), Kjølø ( 70' Van Bergen), Sadílek ( 89' Eiting), D. Rots ( 89' Ltiaef), Steijn, Vlap, Van Wolfswinkel       |

### Europa League competitiefase
| Speelronde 1 | Manchester United FC                                                                                     | 1 – 1 (1 – 0)    | FC Twente | Opstelling FC Twente: |
| 25 september 2024 Aanvangstijd: 21.00 uur Plaats: Manchester Old Trafford Toeschouwers: 73.069 Scheidsrechter: Sozza              | Eriksen 35' Martínez 58'                                                                                 | Wedstrijdverslag | 14' Bruns 68' 78' Lammers 83' Van Wolfswinkel                                                                    | Unnerstall, Van Rooij, Hilgers, Bruns, Salah-Eddine, Regeer ( 83' Besselink), Vlap ( 60' Kjølø), Steijn ( 60' D. Rots), Van Wolfswinkel, Lammers ( 83' Lagerbielke), Van Bergen ( 74' Ltiaef)         |
| Speelronde 2 | FC Twente                                                                                                | 1 – 1 (1 – 0)    | Fenerbahce SK | Opstelling FC Twente: |
| 3 oktober 2024 Aanvangstijd: 21.00 uur Plaats: Enschede De Grolsch Veste Toeschouwers: 29.000 Scheidsrechter: Kavanagh            | | Wedstrijdverslag | 12' Oosterwolde 41' Fred 56' Kahveci 68' Rodrigo Becao 71' Tadic 75' Amrabat                                     | Unnerstall, Van Rooij, Hilgers, Bruns, Salah-Eddine, Regeer, Vlap ( 67' Kjølø), Steijn ( 88' D. Rots), Van Bergen ( 67' Ltaief), Lammers, Van Wolfswinkel                                             |
| Speelronde 3 | FC Twente                                                                                                | 0 – 2 (0 – 1)    | SS Lazio | Opstelling FC Twente: |
| 24 oktober 2024 Aanvangstijd: 21.00 uur Plaats: Enschede De Grolsch Veste Toeschouwers: 29.500 Scheidsrechter: Dabanović          | Unnerstall 11' Van Wolfswinkel 68' Van Rooij 68' Bruns 69' Vlap 72' (buiten het veld)                    | Wedstrijdverslag | 35' Pedro 87' Isaksen                                                                                            | Unnerstall, Van Rooij, Hilgers, Bruns, Salah-Eddine ( 80' Ltaief), Regeer, Vlap ( 61' Besselink), Steijn ( 61' Eiting), Van Bergen ( 13' Tytoń), Lammers ( 46' Kuipers), Van Wolfswinkel              |
| Speelronde 4 | OGC Nice                                                                                                 | 2 – 2 (0 – 1)    | FC Twente | Opstelling FC Twente: |
| 7 november 2024 Aanvangstijd: 18.45 uur Plaats: Nice Allianz Riviera Toeschouwers: 11.144 Scheidsrechter: Berke                   | Camara 24' Dante 49' Boga 66' Diop 70' Bombito 84' Cho 88'                                               | Wedstrijdverslag | 8' D. Rots 60' Lammers 90' Van Rooij                                                                             | Tytoń, Van Rooij, Lagerbielke, Van Hoorenbeeck, Salah-Eddine, Besselink ( 75' Sadílek), Kjølø ( 57' Vlap), Regeer, D. Rots ( 75' Kuipers), Lammers ( 75' Van Wolfswinkel), Ltaief ( 46' Van Bergen)   |
| Speelronde 5 | FC Twente                                                                                                | 0 – 1 (0 – 1)    | Royale Union Saint-Gilloise                                                                                      | Opstelling FC Twente: |
| 28 november 2024 Aanvangstijd: 21.00 uur Plaats: Enschede De Grolsch Veste Toeschouwers: 26.500 Scheidsrechter: Beaton            | D. Rots 35' Regeer 88'                                                                                   | Wedstrijdverslag | 11' Fuseini 24' Sykes 81' Mac Allister 90' Sadiki 90+3' Khalaili                                                 | Unnerstall, Regeer, Hilgers ( 87' Lagerbielke), Bruns ( 46' Van Hoorenbeeck), Salah-Eddine, Besselink ( 46' Kuipers), Vlap, Steijn ( 64' Ltaief), D. Rots ( 46' Lammers), Van Wolfswinkel, Van Bergen |
| Speelronde 6 | Olympiakos                                                                                               | 0 – 0 (0 – 0)    | FC Twente | Opstelling FC Twente: |
| 12 december 2024 Aanvangstijd: 18.45 uur Plaats: Piraeus Georgios Karaiskákisstadion Toeschouwers: 33.000 Scheidsrechter: Brisard | El Kaabi Martins 45+3' Hezze 72'                                                                         | Wedstrijdverslag | Van Wolfswinkel 14' Regeer 26' Van Hoorenbeeck 84' Oosting                                                       | Unnerstall, Van Rooij, Hilgers ( 37' Lagerbielke), Van Hoorenbeeck, Salah-Eddine, Sadílek ( 80' Kjølø), Regeer ( 23' Ltaief, 79' Van Bergen), Steijn, Van Wolfswinkel ( 79' D. Rots), Lammers, Vlap   |
| Speelronde 7 | Malmö FF                                                                                                 | 2 – 3 (1 – 1)    | FC Twente | Opstelling FC Twente: |
| 23 januari 2025 Aanvangstijd: 18.45 uur Plaats: Malmö Eleda Stadion Toeschouwers: 16.432 Scheidsrechter: Stegemann                | Rosler 2' Johnsen 32' Berg 44' Rosengren 59' Busanello 60' Rydström 71' Christiansen 79' 89' Botheim 80' | Wedstrijdverslag | 10' D. Rots 14' Ltaief 29' (pen) Steijn 61' (pen) Van Wolfswinkel 64' Lagerbielke 82' Van Bergen 90+5' Besselink | Unnerstall, Van Rooij, Bruns, Lagerbielke, Salah-Eddine, Vlap ( 89' Van Hoorenbeeck), Sadílek, D. Rots, Steijn ( 73' Besselink), Ltaief ( 73' Van Bergen), Van Wolfswinkel                            |
| Speelronde 8 | FC Twente                                                                                                | 1 – 0 (0 – 0)    | Beşiktaş JK | Opstelling FC Twente: |
| 30 januari 2025 Aanvangstijd: 21.00 uur Plaats: Enschede De Grolsch Veste Toeschouwers: 28.500 Scheidsrechter: Marciniak          | Salah-Eddine 6' D. Rots 76'                                                                              | Wedstrijdverslag | 18' Svensson 37' Immobile 54' Rashica 66' Topcu                                                                  | Unnerstall, Van Rooij, Bruns, Lagerbielke, Salah-Eddine, Vlap ( 87' Van Hoorenbeeck), Sadílek, Steijn ( 87' Kjølø), D. Rots ( 90+2' Besselink), Van Wolfswinkel, Ltaief ( 80' Kuipers)                |

### Europa League Knock-outfase
| Zestiende finales                                                                                        | FC Twente     | 2 – 1 ( – )      | FK Bodø/Glimt | Opstelling FC Twente: |
| 13 februari 2025 Aanvangstijd: 21.00 uur Plaats: Enschede De Grolsch Veste Toeschouwers: Scheidsrechter: |               | Wedstrijdverslag |               |                       |
| Zestiende finales                                                                                        | FK Bodø/Glimt | 5 – 2 n.v. ( – ) | FC Twente     | Opstelling FC Twente: |
| 20 februari 2025 Aanvangstijd: 21.00 uur Plaats: Bodø Aspmyrastadion Toeschouwers: Scheidsrechter:       |               | Wedstrijdverslag |               |                       |

## Doelpuntenmakers
| Land               | Speler                | Eredivisie | KNVB Beker | Champions League (kwalificaties) | Europa League | Totaal |
| ------------------ | --------------------- | ---------- | ---------- | -------------------------------- | ------------- | ------ |
| Vlag van Nederland | Sem Steijn            | 17         | 1          | 1                                | 1             | 20     |
| Vlag van Nederland | Sam Lammers           | 6          | 0          | 0                                | 2             | 8      |
| Vlag van Nederland | Ricky van Wolfswinkel | 4          | 1          | 0                                | 1             | 6      |
| Vlag van Nederland | Michel Vlap           | 3          | 0          | 1                                | 1             | 5      |
| Vlag van België    | Alec Van Hoorenbeeck  | 1          | 1          | 1                                | 0             | 3      |
| Vlag van Nederland | Daan Rots             | 1          | 0          | 0                                | 2             | 3      |
| Vlag van Nederland | Carel Eiting          | 2          | 0          | 0                                | 0             | 2      |
| Vlag van Nederland | Bas Kuipers           | 1          | 1          | 0                                | 0             | 2      |
| Vlag van Nederland | Mees Hilgers          | 1          | 0          | 1                                | 0             | 1      |
| Vlag van Zweden    | Gustaf Lagerbielke    | 0          | 0          | 0                                | 1             | 1      |
| Vlag van Nederland | Anass Salah-Eddine    | 2          | 0          | 0                                | 0             | 1      |
| Vlag van Nederland | Bart van Rooij        | 1          | 0          | 0                                | 0             | 1      |
| Vlag van Tsjechië  | Michal Sadílek        | 1          | 0          | 0                                | 0             | 1      |